# Beesdau
Beesdau (niedersorbisch Bezdow) ist ein Ortsteil der Gemeinde Heideblick im Kreis Dahme-Spreewald (Land Brandenburg). Es wurde 1272 erstmals unter dem Namen „Besedowe“ urkundlich erwähnt.

## Sehenswürdigkeiten
In der Liste der Baudenkmale in Heideblick sind für Beesdau drei Baudenkmale aufgeführt:
- Die Dorfkirche Beesdau entstand vermutlich im 14. Jahrhundert. Sie wurde auf Bestreben derer von Polenz im 16. Jahrhundert erheblich ausgestattet. Im Innern steht unter anderem ein mehrgeschossiges Altarretabel aus dem Jahr 1606 oder 1616.
- Das Schloss Beesdau wurde von Amtsrat Johann Gottlieb Koppe auf dem Grund des 1841 durch Koppe erworbenen Ritterguts auf einem Vorgängerbau aus dem 14. bis 16. Jahrhundert erbaut. Zu dem in gotisierendem Stil erbauten Schloss mit seinem auffälligen neugotischen Treppenturm im Schlosshof gehören ein Park und ein Wirtschaftshof. Die Anlage befindet sich in Privatbesitz (Stand 2020).[3][4]
- die Grabstätte Johann Gottlieb Koppe (1782–1863) und Eisenkunstgussumzäunung (auf dem Friedhof)

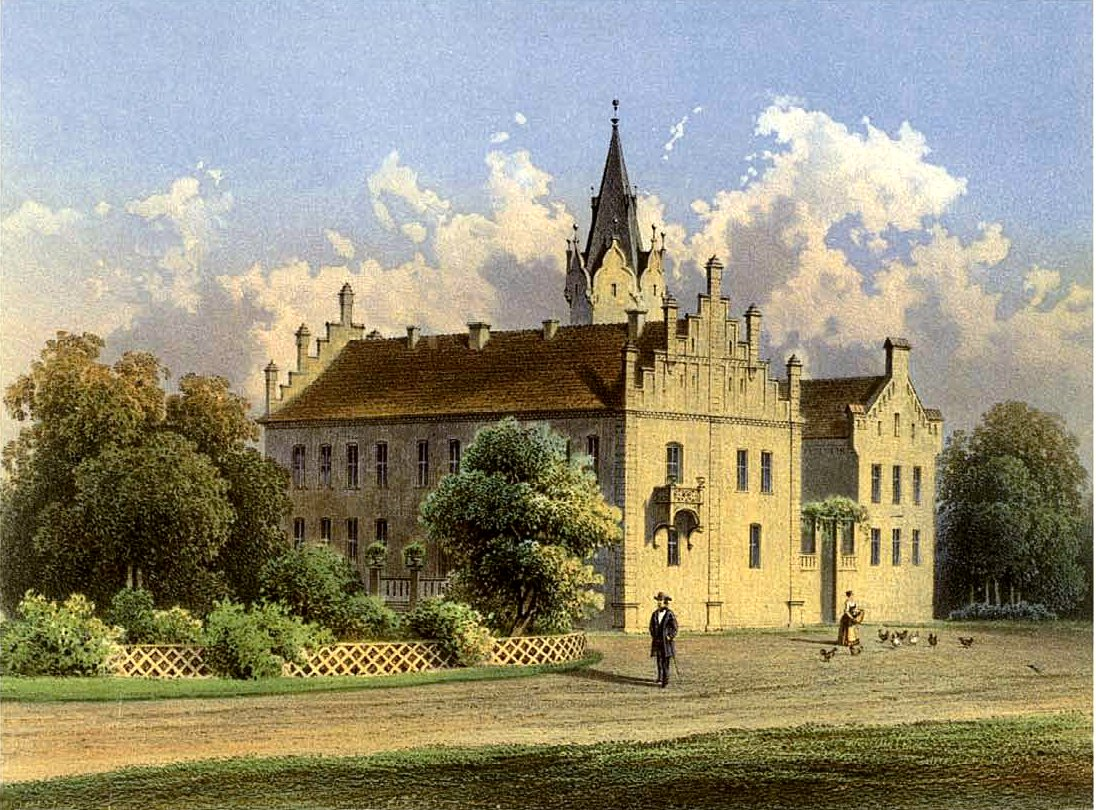
Schloss Beesdau um 1860, Sammlung Duncker